# Cladoselache
Cladoselache is een geslacht van uitgestorven haaien die voorkwamen in het Laat-Devoon, zo'n 400 miljoen jaar geleden. Deze primitieve haai had een lengte tot honderdtachtig centimeter lang en zwierf door de oceanen van Noord-Amerika. Het is bekend dat het een snel bewegend en redelijk behendig roofdier was vanwege zijn gestroomlijnde lichaam en diep gevorkte staart. Cladoselache is een van de bekendste van de vroege haaien, deels vanwege de goed bewaarde fossielen die werden ontdekt in de Cleveland Shale aan de zuidoever van het Eriemeer. Naast het skelet waren de fossielen zo goed bewaard gebleven dat ze sporen van huid, spiervezels en inwendige organen, zoals de nieren, bevatten.

## Kenmerken
Soorten uit dit geslacht hadden een haaivormig, gestroomlijnd lichaam met twee rugvinnen, die beide vooraan een stompe stekel hadden die uit dentine bestond. De borstvinnen waren groot en driehoekig en betrekkelijk onbuigzaam. De dieren hadden voorts een tweetal kleine buikvinnen en een symmetrische staart, die de vorm had van een halve maan. De puntige kop had lange kaken met talrijke scherpe tanden met een grote centrale punt en daarnaast twee kleinere punten. De relatief grote ogen bevonden zich vlak bij het uiteinde van de snuit, dit in tegenstelling tot de ogen van de huidige haaien, die relatief klein zijn en iets verder naar achteren in de kop zitten. De kop van Cladoselache was betrekkelijk beweeglijk. Dit kwam omdat het skelet van kop en kieuwen geheel gescheiden was van de schoudergordel, hetgeen ongebruikelijk was voor een vis. De dieren hadden vijf tot zeven kieuwspleten.
De hoge eerste rugvin, de in vergelijking met de onderste, veel langere bovenste lob van de aarsvin en de staart zijn de belangrijkste verschillen ten opzichte van de huidige haaien. De huid vertoonde bijna geen schubben, uitgezonderd rond de ogen en aan de rand van de vinnen.

## Leefwijze
Cladoselache was een snelle en behendige carnivoor en jaagde in de zeeën van het Laat-Devoon, vermoedelijk rond riffen en rotsen. Zijn prooien bestonden uit pijlinktvissen, kreeftachtigen, kleine kaakloze vissen en primitieve beenvissen. De tanden waren geschikt voor het grijpen van prooien, niet voor het verscheuren. De prooi werd bij de staart gegrepen en in zijn geheel naar binnen gewerkt. Zelf was de vis een prooidier voor Dunkleosteus.

## Vondsten
Vondsten zijn gedaan in Noord-Amerika, met name Ohio op de 'Cleveland Schalie', op de zuidelijke oever van het Eriemeer. In de maag werden interne organen, huidpartikels en schubben van beenvissen gevonden, alsmede ook haaientanden.

## Paleobiologie
Leden van het geslacht Cladoselache waren roofzuchtige haaien en de goed bewaarde fossielen in de Cleveland Shale onthulden een aanzienlijk deel met betrekking tot hun eetgewoonten. In de darm van de meeste Cladoselache-fossielen bevonden zich restanten van hun maaginhoud. Tot deze overblijfselen behoorden voornamelijk kleine, met straalvinnige beenvissen, evenals garnaalachtige geleedpotigen en slijmvisachtige proto-gewervelde dieren. Sommige van de visresten werden eerst met de staart in de maag gevonden, wat aangeeft dat Cladoselache een snelle en behendige jager was. Een mysterie dat nog moet worden opgelost, is de manier van reproduceren. Cladoselache miste klauwen, gevonden bij moderne haaien die verantwoordelijk zijn voor de overdracht van sperma tijdens reproductie. Dit is merkwaardig gezien het feit dat de meeste andere vroege haaienfossielen het bewijs van klauwen vertonen. Hoewel ze mogelijk interne bevruchting hebben gebruikt, moet dit nog worden aangetoond.

## Soorten
- C. acanthopterygius Dean, 1909
- C. brachypterygius Dean, 1909
- C. clarki (Claypole, 1893)
- C. desmopterygius Dean, 1909
- C. elegans (Traquair, 1881)
- C. fyleri (Newberry, 1889)
- C. kepleri Dean, 1909
- C. magnificus (Toumey, 1858)
- C. mirabilis (Agassiz, 1843)
- C. newberryi Dean, 1894
- C. newmani (Toumey, 1851)
- C. pattersoni (Newberry, 1889)
- C. sinuatus (Claypole, 1893)